# Rhomboptila siccifolia
Rhomboptila siccifolia är en fjärilsart som beskrevs av W. Warren 1894. Rhomboptila siccifolia ingår i släktet Rhomboptila och familjen mätare. Inga underarter finns listade.